# Bythocaris irene
Bythocaris irene is een garnalensoort uit de familie van de Hippolytidae. De wetenschappelijke naam van de soort is voor het eerst geldig gepubliceerd in 1946 door Retowsky.